# Begonia aequilateralis
Begonia aequilateralis é uma espécie de Begonia.